# جورج وايت (كاتب)
جورج وايت (بالإنجليزية: George Whyte)‏ هو كاتب وكاتب مسرحي وملحن بريطاني، ولد في 11 يوليو 1933 في بودابست في المجر، وتوفي في 31 أغسطس 2012 في لندن في المملكة المتحدة.